# ホワイトリボンキャンペーン
ホワイトリボンキャンペーン（英: White Ribbon Campaign ）とは、白いリボンを用いることをその象徴とする社会運動のことである。同じ名称を用いる複数の運動があり、ホワイトリボン運動、白いリボン運動と呼称するものもある。
1. 世界の特に開発途上国おける女性の命と健康を守る運動 （SDG3：妊産婦死亡率の削減　を目指す）
2. モントリオール理工科大学虐殺事件を契機に始まった、男性が男性に対し、男性による女性への暴力（特にドメスティックバイオレンス）を止めようと呼びかける運動
3. 自分がセクシュアル・マイノリティ（性的少数者）であることに苦しみ自殺してしまう若者を救うための運動
4. “対テロ戦争”を標榜する報復攻撃を止めようと呼びかける運動
5. 2011年ロシア下院選挙に対するプーチン政権への抗議の意味を表す運動
6. ブラック企業を社会的に追い詰め、撲滅をよびかける運動